# Proisocrinus ruberrimus
Proisocrinus ruberrimus is een zeelelie uit de familie Proisocrinidae. De soort wordt gevonden in de centrale Grote Oceaan, waar hij voorkomt op dieptes beneden de 1000 meter. De soort heeft een lange steel. Hierdoor kunnen ze met hun armen voedseldeeltjes filteren uit de hogere stromingen, net boven de zeebodem.
De wetenschappelijke naam van de soort werd in 1910 gepubliceerd door Austin Hobart Clark.

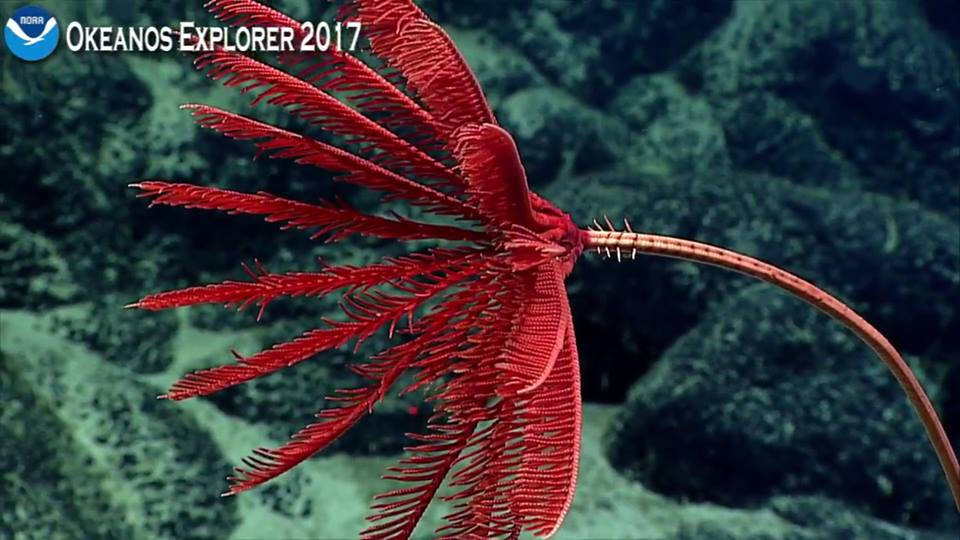
De soort gezien tijdens een diepzee-expeditie in 2017 nabij Samoa